# 高崎山自然动物园
高崎山自然动物园（日语：たかさきやましぜんどうぶつえん）是大分县大分市高崎山上的一座市立自然公园。

## 历史

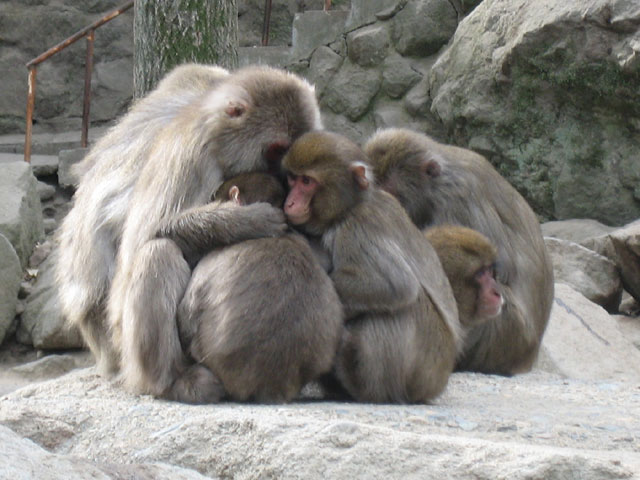
气温较低的季节，它们会像团子一样聚集在一起抵御寒冷。这种现象被称为“猿团子”。

高崎山自战国时代起便有野生日本猕猴栖息。与宫崎县的幸岛并列，被称为“日本猿学发祥地”。明治末期，猿猴数量约600头。大正时代因山火导致数量一度锐减，但至1940年又恢复至100头以上。战后初期，猴群数量增至约200头，对农作物造成严重损害，因此曾尝试通过狩猎等手段驱除，但未成功。当时的大分市长上田保提出以喂养代替驱除，并将其作为旅游资源加以利用，这是高崎山自然动物园的起源。

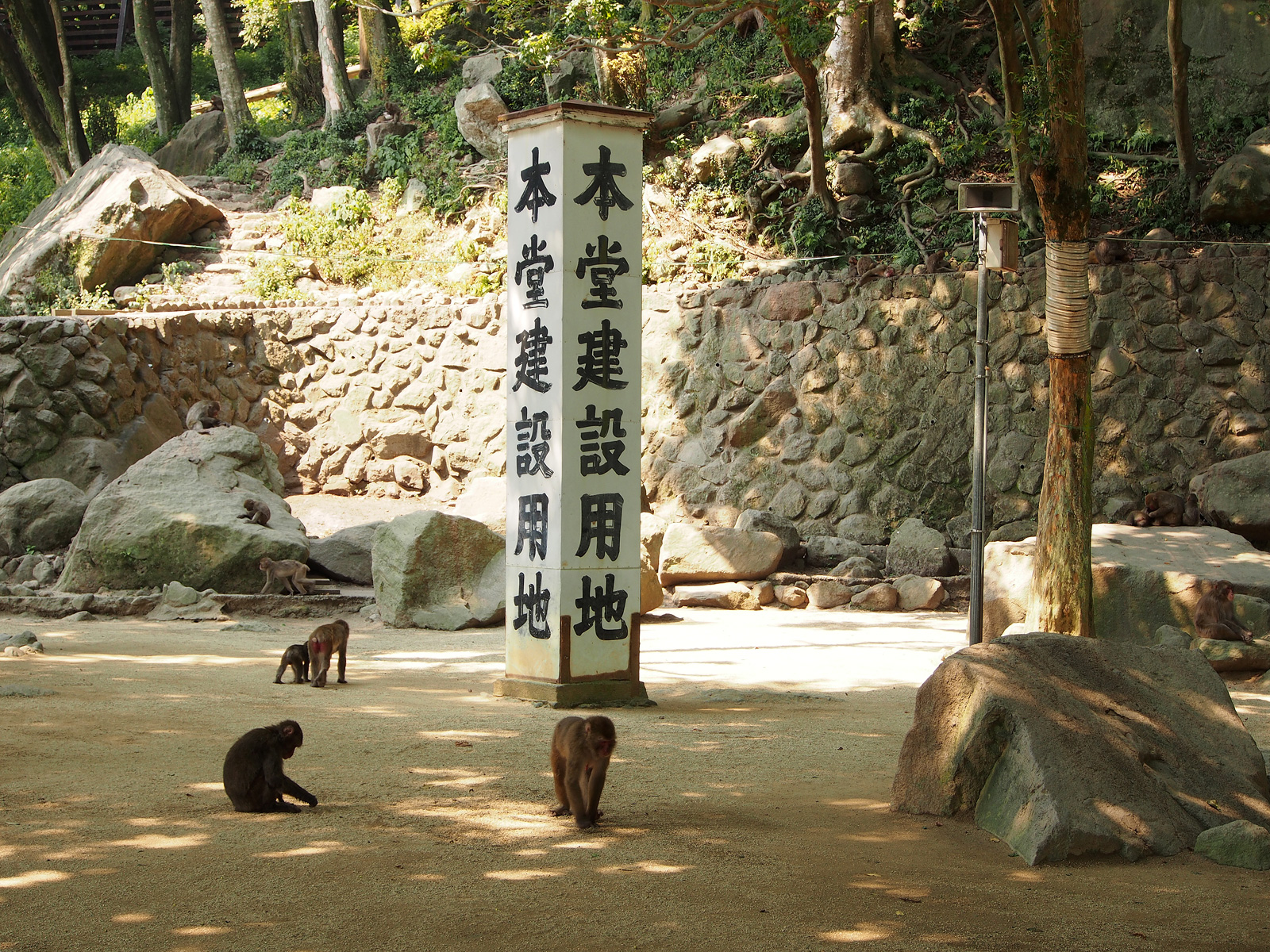
猴子聚集地内的“本堂建设用地”标牌

1952年11月26日，上田保与高崎山上的万寿寺的大西真应和尚在寺内开始喂食活动。喂食工作顺利推进后，于次年1953年3月15日正式开园。当时，上田提议将门票价格标注为“儿童十日元，成人与儿童同价”，这一举措也引起了广泛关注。同年，高崎山被指定为阿苏国立公园（现阿苏九重国立公园）的一部分，同时“高崎山猴子栖息地”也被指定为国家自然纪念物。
1954年，万寿寺以本堂建设为由提出迁移猴子聚集地的请求，经协商后达成协议：继续保留猴子聚集地，作为赔偿，每年将总销售额的20%支付给万寿寺。1955年，以上田为原型描绘本园猴子喂食等场景的火野葦平小说《现在零只》在朝日新闻连载，1957年被改编为电影，对提升高崎山知名度起到了重要作用。1956年5月从阿苏国立公园分离，并入濑户内海国立公园。1958年4月，昭和天皇与皇后到访公园。

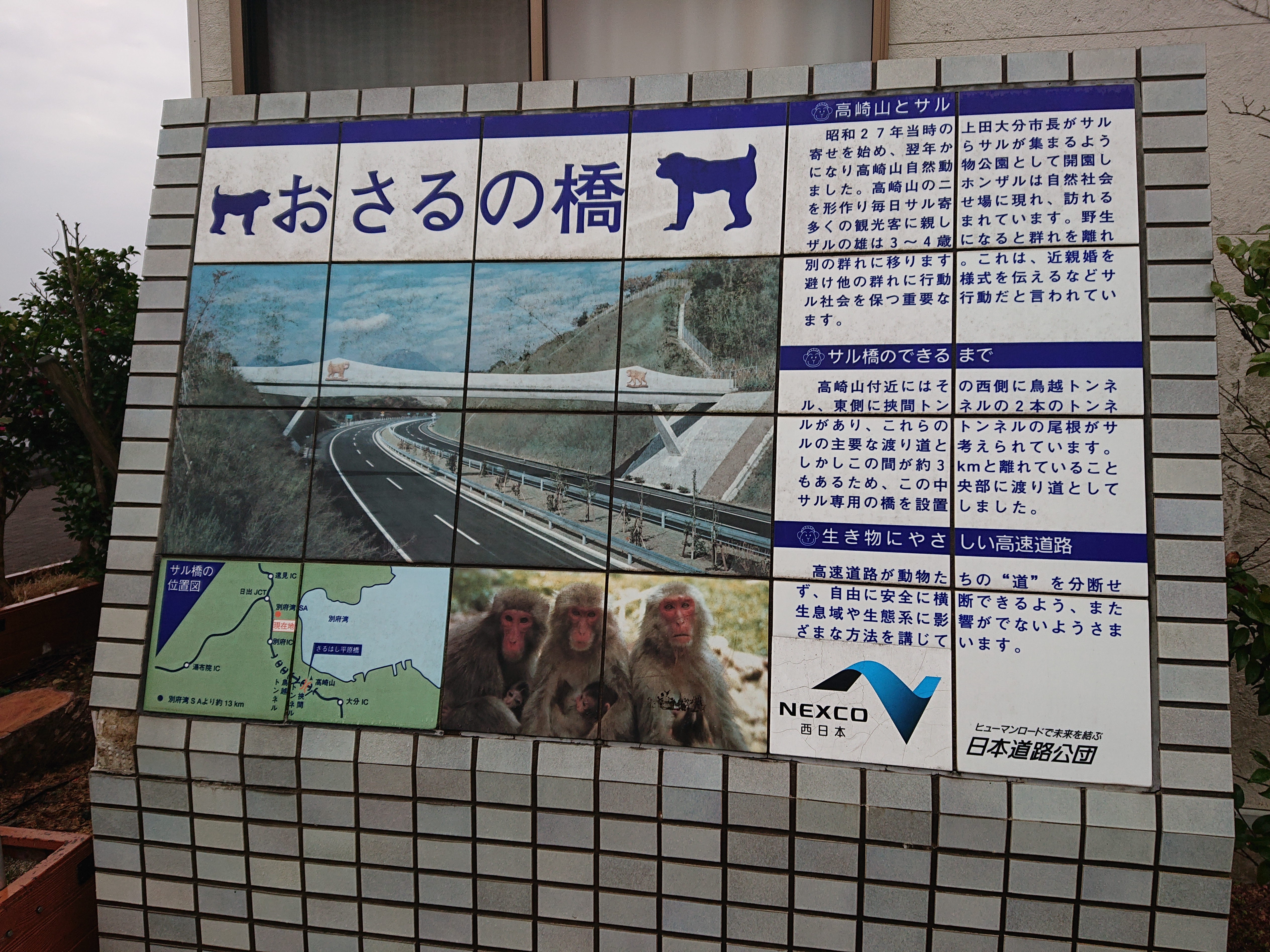
“猴子桥”上的导览牌（别府湾服务区）

1992年，大分自動車道（现东九州自動車道）别府IC至大分IC区间开通。为确保该区间高崎山南侧斜面的猴子迁徙通道，设置了“猴子桥”。2004年3月26日，连接高崎山入口与猴子聚集区的两节编组、载客量40人的小型单轨列车（斜坡车）“猿子铁路”开始运营。游客无需攀爬陡坡或台阶即可观察猴子。

## 简介
高崎山，即高崎山自然动物园所在的山脉，与大分市、别府市和由布市相邻。动物园的停车场位于大分市与别府市之间的国道10号上，与大分海洋宫水族馆共用。

### 猴子聚集地

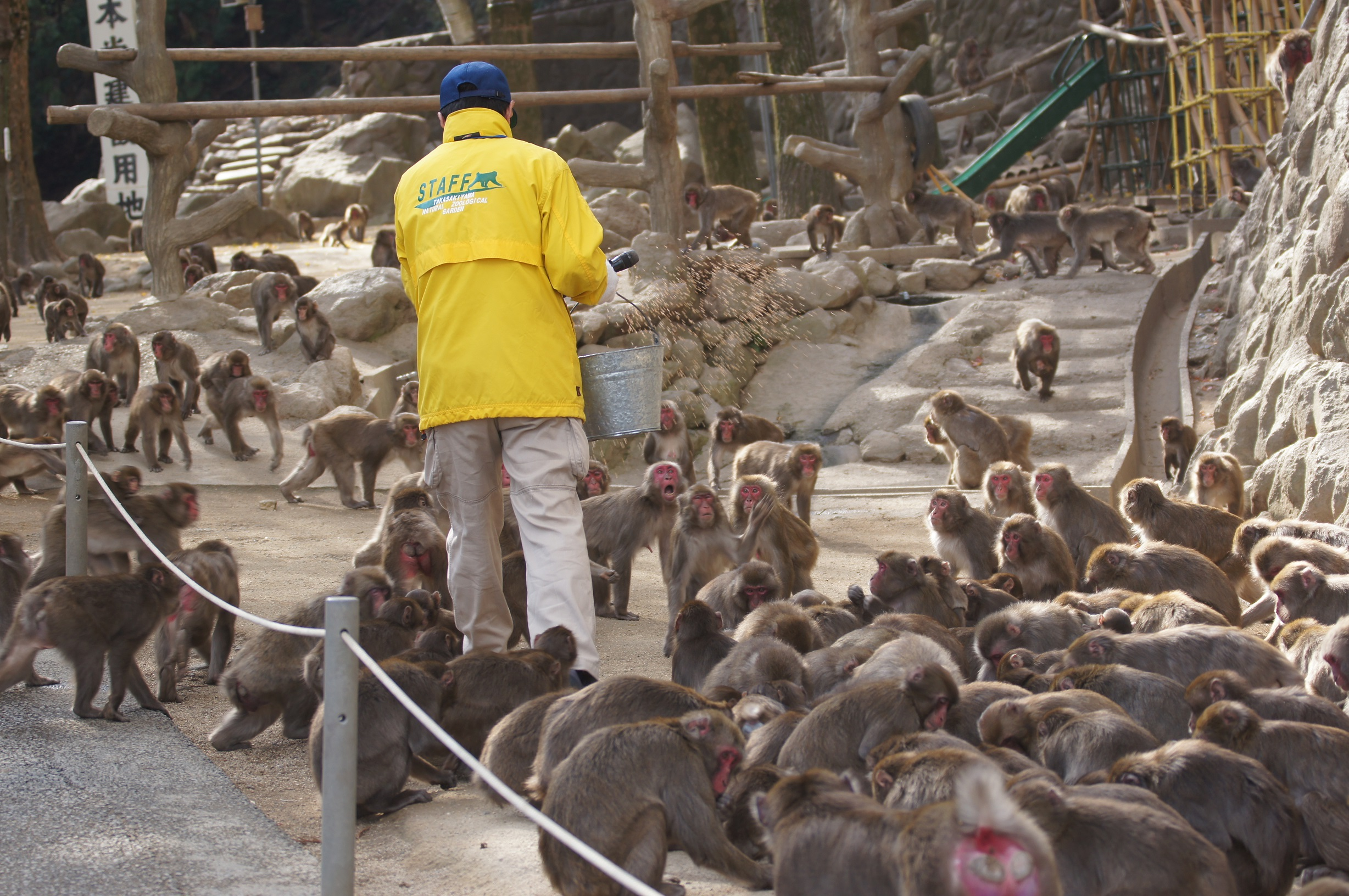
工作人员投喂食物时聚集的日本猕猴

山麓设有的猴子聚集地进行喂食活动，游客等可无需隔着笼子即可观赏日本猴的姿态。日本猴分为B群和C群两个群体，各自由“第一位”的猴子带领（过去曾被称为“首领猴”，但随着对猴子的研究深入，发现它们并不具备首领行为，因此自2004年2月起改称“α（阿尔法）雄性”，而2021年7月雌性首次成为群落首领后，群落首领的猴子被称为“第一位”）。曾经拥有超过1,000只猴子的A群也曾出现过，但因与C群的争斗失败，数量锐减至约20只，自2002年（平成14年）6月起便不再现身。高崎山栖息的日本猕猴总数为1,039头，其中B群677头，C群362头（2020年11月调查）

### 高崎山猴子馆

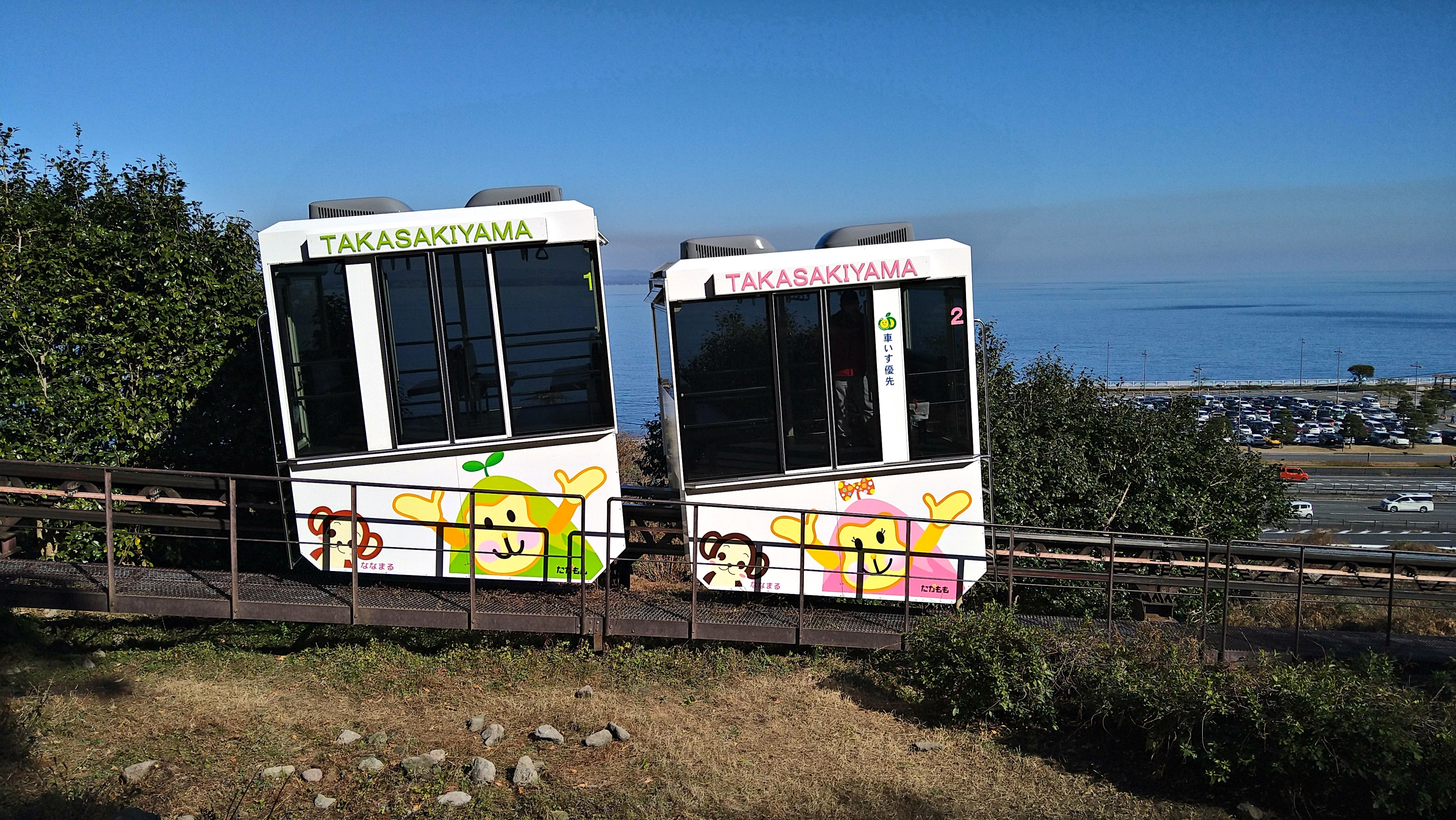
猿子铁路小火车

位于大分海洋宫水族馆“海之卵”旁边，与国道10号线相隔。这是一座三层建筑，展示了初代α雄性（首领猴）朱庇特的骨架标本以及与高崎山日本猴相关的资料等。此外，馆内还设有可容纳100人的研修室，并附设咖啡厅、餐厅及纪念品商店。

## 猴子的命名
高崎山自1984年起，每年都会为当年第一只出生的猴子取一个与当年重大事件相关的名字。2009年以来的命名情况如下：
2009年 连霸- 取自日本在世界棒球经典赛中实现卫冕的事件。
2010年 黒鮪 - 因《濒危野生动植物种国际贸易公约》缔约国会议上提议禁止大西洋和地中海产太平洋藍鰭金槍魚的交易而命名。
2011年 羁绊 - 因祈愿東日本大地震后的重建而命名。
2012年 卡蒙 - 因高崎山吉祥物“卡蒙”首次亮相而命名。
2013年 还历 - 纪念高崎山自然动物园开园60周年。首次通过公开征集决定。
2014年 索契 - 纪念2014年2月举办的索契冬奥会。由于其母亲也没有名字，因此以上一届温哥华冬奥会命名，取名温哥华。
2015年 夏洛特 - 以英国王室威廉王子长女夏洛特公主命名。因抗议声浪汹涌，一度考虑取消命名，但大分市长佐藤树一郎等相关人士经协商后决定“不更改命名”。
2016年 里约 - 以里约奥运会命名。
2017年 皮科 - 以皮科太郎命名。
2018年 索达内 - 以平昌冬奥会日本女子冰壶代表队LS北见选手使用的口头禅“そだねー”命名。
2019年 令和 - 来自令和。5月6日确认出生，成为名副其实的令和第一号婴儿。
2020年 エール - 希望在疫情中不屈不挠、努力前行的愿望。
2021年 阿玛比埃 - 取自传说中能驱除瘟疫的妖怪“阿玛比埃”。
2022年 平和
2023年 ペッパーミル
2012年5月2日，出身于大分市并被选为大分市首任观光大使的指原莉乃，在其首项工作中访问了高崎山自然动物园，并为一只小猴子取名“さしこちゃん”。这只猴子于2010年6月出生，左手腕上有一圈类似手镯的白色毛发，十分罕见，但于同年12月13日被发现死亡。此外，指原自2018年起担任在“猿子铁路”内播放的导览广播解说员。

## 交通
- 东九州高速公路大分IC、别府IC分别约25分钟车程。
- 乘坐大分交通巴士以下线路在“高崎山”站下车。
  - 从大分站出发 - 前往别府方向（关之江・铁轮）线路（约25分钟）。
  - 从别府站、别府港、别府北浜出发 - 前往大分站线路（从别府站出发约15分钟）。[35]

## 相关作品
- 《目前零只》——火野葦平的小说。
- 《蒙蒙蒙》——津野丸的漫画。原崎山作为恶搞地名登场。
- 《梦中回响——一只首领猴的故事》——由みなづきみのり作词、高嶋みどり作曲的混声合唱音乐剧。